# Oreocnemis
Oreocnemis is een geslacht van libellen (Odonata) uit de familie van de Breedscheenjuffers (Platycnemididae).

## Soorten
Oreocnemis omvat 1 soort:
- Oreocnemis phoenix Pinhey, 1971